# Vysoká (Morávia-Silésia)
Vysoká é uma comuna checa localizada na região de Morávia-Silésia, distrito de Bruntál‎.